# Lluís Miquel Campos
Lluís Miquel Campos González (Valencia, 6 de marzo de 1944 - 25 de mayo de 2023), conocido artísticamente como Lluís Miquel, fue un cantante, actor de doblaje, productor musical y empresario español.

## Trayectoria artística
Estudió decoración en la especialidad de escenografía, así como estudios musicales en Valencia. En 1962 fundó el grupo musical Els 4 Z, pioneros, junto con Raimon, de la Nova Cançó en Valencia, y adaptaron al valenciano canciones de diversos intérpretes franceses. Con cinco discos grabados, el grupo se disolvió en 1968 por la represión franquista. Lluís Miquel relanzó el proyecto musical en 1976 con el grupo "Lluís Miquel i els 4-Z", actividad musical que compaginaba con sus labores empresariales. Sin dejar este último grupo, en 1980 creó "Pàtxinguer Z", dedicado al baile humorístico. Con este grupo publicó tres discos con temas en catalán y en castellano. Adaptó al valenciano temas de cantautores franceses e italianos, como Georges Brassens, Jacques Brel o Paolo Conte.
Campos fundó la primera empresa productora audiovisual de Valencia en 1970, Novimag, y en 1977 el primer estudio de sonido valenciano, Estudis Tabalet, del que fue director y copropietario. También fue impulsor de la empresa productora Adí Producciones, SL, especializada en espectáculos teatrales y musicales, con la que produjo diversos programas de televisión para la Televisión Valenciana, TVE y Antena 3. También coprodujeron los festivales de la OTI realizados en Valencia, la producción en gira del Taller d'Òpera de València y comedies musicales.
Como director de la discográfica "Ànec Discos" realizó un ambicioso proyecto de "Antología de la Música Valenciana", publicado entre 1979 y 1983, un buen número de discos de los artistas más destacados de la canción valenciana: (Paco Muñoz, Carraixet, Al Tall, Pàtxinguer Z, Julio Bustamante) con la labor de producción y documentación de Toni Mestre.
En 1984, Lluís Miquel Campos creó las infraestructuras necesarias para el doblaje, por primera vez, de películas y series de televisión en valenciano, labor que le llevó a doblar diferentes personajes. La primera película que se dobló en los Estudios Tabalet para RTVV fue Le salaire de la peur (1953), con las voces de Ovidi Montllor y de Eduardo Sancho, en 1986.
Lluís Miquel también fue el autor del jingle de los supermercados Mercadona, pero no tiene los derechos de autor porque la empresa los registró el 12 de noviembre de 2014.
El 10 de abril de 2021 el Festival Barnasants le dedicó un concierto homenaje en el que intervinieron artistas como Joan Manuel Serrat, Maria del Mar Bonet, Toti Soler, Quico Pi de la Serra, Joan Isaac, Roger Mas, Sílvia Comes o Borja Penalba.
En octubre de 2018 fue galardonado con la Alta Distinció al Mèrit Cultural de la Generalitat Valenciana.  En septiembre de 2021 recibió la Medalla del Consell Valencià de Cultura.

## Discografía
- Onze cançons i un adéu. Lluís Miquel i 4Z. (1977)
- LP Patxinger Z. Patxinger Z. (1981)
- Antología de la Comedia Musical Valenciana. Patxinger Z (1986).
- Silenci gravem. Canta Lluís Miquel. Amb Els 4Z i Orquestra. (1986)
- Els nostres poetes. Amb Paco Muñoz y Juli Mira. (1998)
- Lluís Miquel canta Jacques Brel. (2018)